# Acanthocladus scleroxylon
Acanthocladus scleroxylon es una especie de Magnoliopsida del género Acanthocladus, de la familia Polygalaceae, del orden Fabales.

## Distribución
Acanthocladus scleroxylon se distribuye por Ecuador y  Perú.

## Taxonomía
Fue descrita científicamente por (Ducke) B.Eriksen & Stahl. Fue publicado por primera vez en Fl. Ecuador 65: 6. en el 2000